# Langravio
Langravio (da Landgraf, al plurale Landgrafen), al femminile langravia o langravina (da Landgräfin), talvolta scritto con la radice "landgrav-", fu un titolo utilizzato soprattutto nel Sacro Romano Impero e successivamente in tutti i territori che ne facevano parte, comparabile a quello di conte.

## Etimologia
Il nome è arrivato all'italiano dalle lingue germaniche.
Linguistica comparata
- in olandese: landgraaf;
- in tedesco: Landgraf;
- in francese: landgrave;
- in latino: comes magnus, comes patriae, comes provinciae, comes terrae, comes principalis, lantgravius.

## Storia
Il langravio godeva di diritti feudali direttamente verso l'imperatore del Sacro Romano Impero. La sua giurisdizione, detta langraviato (ted. Landgrafschaft, lat. Landgraviatum), riguardava solitamente un'estensione considerevole di territori, che non era soggetta ad un potere intermediario quale ad esempio quello di un duca, di un vescovo o di un conte palatino. Il titolo viene registrato per la prima volta nella Bassa Lorena dal 1086. Un langravio aveva sovente poteri sovrani sui propri territori.
Langravio venne occasionalmente sfruttato come titolo sussidiario anche dal granduca di Sassonia-Weimar, che aveva il titolo di langravio di Turingia nel primo decennio del XX secolo, ma il titolo cadde in disuso dopo la prima guerra mondiale. 
La consorte di un langravio era indicata come langravia, mentre un'eventuale figlia femmina veniva indicata come langravina (entrambe Landgräfin in tedesco).
Tra i langraviati notabili si ricordano:
- Turingia, titolo poi ereditato dalle varie linee sassoni;
- Assia, successivamente diviso in Assia-Kassel e Assia-Darmstadt e nelle loro linee cadette;
- Leuchtenberg, poi in appannaggio ai cadetti degli elettori di Baviera;
- Brisgovia, appartenente agli Asburgo;
- Austria sveva, serie di feudi asburgici della Svevia;
- Baar
- Klettgau
- Stühlingen.